# Bala Kadzhar
Bala Kadzhar (azerbajdzjanska: Bala Qəcər) är en ort i Azerbajdzjan.   Den ligger i distriktet Bərdə Rayonu, i den centrala delen av landet, 230 kilometer väster om huvudstaden Baku. Bala Kadzhar ligger 72 meter över havet och antalet invånare är 797.
Terrängen runt Bala Kadzhar är platt, och sluttar brant österut. Runt Bala Kadzhar är det ganska tätbefolkat, med 129 invånare per kvadratkilometer.. Närmaste större samhälle är Barda, 5,8 kilometer norr om Bala Kadzhar.
Trakten runt Bala Kadzhar består till största delen av jordbruksmark.